# شاطئ برازافيل (رواية)
شاطئ برازافيل (بالإنجليزية: Brazzaville Beach)‏ هي رواية للكاتب البريطاني ويليام بويد، نشرت عام 1990، عن دار نشر سنكلير ستيفنسون.